# Cymothoe dualana
Cymothoe dualana är en fjärilsart som beskrevs av Embrik Strand 1914. Cymothoe dualana ingår i släktet Cymothoe och familjen praktfjärilar. Inga underarter finns listade i Catalogue of Life.